# Milionia sharpei
Milionia sharpei là một loài bướm đêm trong họ Geometridae.